# Refuge du Fond d’Aussois
Das Refuge du Fond d’Aussois ist eine Schutzhütte der Sektion Chambéry des Club Alpin Français in Frankreich im Département Savoie in der Region Auvergne-Rhône-Alpes im Vanoise-Massiv in den Vanoise und Grajischen Alpen. Sie befindet sich in der Gemeinde Aussois im Nationalpark Vanoise.

## Zugang
Der Zugang erfolgt von Aussois und über die Barrage de Plan-d’Amont. Sie können bis zu den Parkplätzen zwischen der Barrage de Plan-d’Aval und der Barrage de Plan-d’Amont fahren. Vom Parkplatz aus ist die Hütte in etwa einer Stunde erreichbar.

## Gipfel
- Pointe du Génépy – 3551 m
- Pointe de Labby – 3521 m
- Punta de l’Echelle – 3432 m